# Волович, Артём Олегович
Артём Оле́гович Воло́вич (бел. Арцём Алегавіч Валовіч; род. 15 марта 1999, Минск) — белорусский футболист, полузащитник клуба «Осиповичи».

## Биография
Футболом начинал заниматься в минском МТЗ-РИПО. Затем перебрался в борисовский БАТЭ, где выступал за юношеские команды. В 2016 году провёл один матч за дубль. В 2017 году отправился в «Городею». За второй состав клуба, где исполнял обязанности капитана, принимал участие в турнире дублёров. В 2018 году начал привлекаться к тренировкам с основной командой. 13 мая впервые попал в заявку клуба на матч чемпионата Белоруссии с «Неманом».
4 марта 2019 года на правах аренды перешёл в НФК из Минска. Дебютировал за новую команду 20 апреля в выездной встрече с «Лидой». Волович появился на поле на 78-й минуте, заменив Вячеслава Цурко. Всего за время аренды полузащитник принял участие в 23 матчах первенства и одной кубковой игре, в которых забил 4 мяча.
По окончании аренды Волович вернулся в «Городею». 28 марта 2020 года в матче 2-го тура с солигорским «Шахтёром» он дебютировал в Высшей лиге, выйдя на 78-й минуте вместо Андрея Сорокина.
В январе 2021 года стал игроком «Осиповичи» из Второй Лиги.

## Клубная статистика
| Выступление      | Выступление      | Выступление      | Лига | Лига | Кубки | Кубки | Конт. кубки | Конт. кубки | Итого | Итого |
| Клуб             | Лига             | Сезон            | Игры | Голы | Игры  | Голы  | Игры        | Голы        | Игры  | Голы  |
| ---------------- | ---------------- | ---------------- | ---- | ---- | ----- | ----- | ----------- | ----------- | ----- | ----- |
| НФК              | Первая лига      | 2019             | 23   | 4    | 1     | 0     | 0           | 0           | 24    | 4     |
| НФК              | Итого            | Итого            | 23   | 4    | 1     | 0     | 0           | 0           | 24    | 4     |
| Городея          | Высшая лига      | 2020             | 7    | 0    | 0     | 0     | 0           | 0           | 7     | 0     |
| Городея          | Итого            | Итого            | 7    | 0    | 0     | 0     | 0           | 0           | 7     | 0     |
| Всего за карьеру | Всего за карьеру | Всего за карьеру | 30   | 4    | 1     | 0     | 0           | 0           | 31    | 4     |